# 1. FC Femina
Az 1. FC Femina a legrégebben alapított magyar női labdarúgócsapat. Székhelye Budapest XV. kerületében, Pestújhelyen található. Tízszeres magyar bajnok és egyszeres kupagyőztes.

## Története
1970. augusztus 19-én alakult meg mint Magyarország első női labdarúgócsapata. A Femina nevet az alapító, Erdélyi Gyula találta ki. A csapat első edzője Köröshegyi József volt. 1971 és 1984 között a Budapesti Labdarúgó-szövetség által kiírt Budapest bajnokságban szerepelt. Az első budapesti bajnokságot a Femina csapata nyerte. A döntő mérkőzésre a XV. kerületi Szállítok pályán került sor a Fősped Szállítók és a Femina csapatai között. A hatezer néző előtt lejátszott mérkőzést Forgách két góljával a Femina nyerte.
A Magyar Labdarúgó-szövetség 1984-ben írta ki az első országos női labdarúgó-bajnokságot. Három bronzérem után, az 1987–88-as idényben sikerült a Femina csapatának először országos bajnokságot nyernie. Összesen tíz bajnoki címet szerzett, amellyel csúcstartó Magyarországon.

### Az egyesület nevei
A klub fennállása során több alkalommal is nevet változtatott. Nevei a következők voltak:
- Femina SE
- III. kerületi TTVE – Femina
- Femina Észak-pesti ÁFÉSZ
- Tipográfia-Femina
- Femina FC
- Femina FC-Baumag
- Femina-Tüvati FC
- Meldetechnik-Femina FC
- Auto-Trader Femina
- 1. FC Femina

## Eredmények
- Magyar bajnokság
  - bajnok (10): 1987–88, 1990–91, 1995–96, 1996–97, 2000–01, 2001–02, 2002–03, 2005–06, 2006–07, 2007–08
  - ezüstérmes (5): 1988–89, 1989–90, 1994–95, 1998–99, 1999–00
  - bronzérmes (8): 1984–85, 1985–86, 1986–87, 1991–92, 1992–93, 1993–94, 1997–98, 2004–05
- Magyar kupa
  - győztes (1): 1996
- Magyar szuperkupa
  - győztes (1): 1997

## Nemzetközi kupaszereplések

### UEFA-bajnokok ligája
| Szezon  | Forduló                 | Klub                 | 1. mérk. | 2. mérk. | Össz. |
| ------- | ----------------------- | -------------------- | -------- | -------- | ----- |
| 2001–02 | csoportkör              | Grand Hotel Varna    | 4–0      | 4–0      | 4–0   |
| 2001–02 | csoportkör              | Sparta Praha         | 0–1      | 0–1      | 0–1   |
| 2001–02 | csoportkör              | Umeå IK              | 0–6      | 0–6      | 0–6   |
| 2002–03 | csoportkör              | Toulouse FC          | 0–1      | 0–1      | 0–1   |
| 2002–03 | csoportkör              | Makkabi Haifa        | 4–0      | 4–0      | 4–0   |
| 2002–03 | csoportkör              | SS Lazio             | 2–5      | 2–5      | 2–5   |
| 2003–04 | csoportkör              | Enyergija Voronyezs  | 0–11     | 0–11     | 0–11  |
| 2003–04 | csoportkör              | ŽNK Osijek           | 3–3      | 3–3      | 3–3   |
| 2003–04 | csoportkör              | Foroni Verona        | 0–4      | 0–4      | 0–4   |
| 2006–07 | csoportkör              | Gömrükçü Baku        | 7–1      | 7–1      | 7–1   |
| 2006–07 | csoportkör              | NSZA Szófia          | 1–0      | 1–0      | 1–0   |
| 2006–07 | csoportkör              | Narta Chişinău       | 7–0      | 7–0      | 7–0   |
| 2006–07 | csoportkör (legjobb 16) | Brøndby IF           | 1–5      | 1–5      | 1–5   |
| 2006–07 | csoportkör (legjobb 16) | Arsenal              | 0–6      | 0–6      | 0–6   |
| 2006–07 | csoportkör (legjobb 16) | Rosszijanka          | 2–4      | 2–4      | 2–4   |
| 2007–08 | csoportkör              | Ruslan-93            | 6–0      | 6–0      | 6–0   |
| 2007–08 | csoportkör              | Narta Chişinău       | 2–0      | 2–0      | 2–0   |
| 2007–08 | csoportkör              | Alma KTZh            | 1–3      | 1–3      | 1–3   |
| 2008–09 | csoportkör              | KÍ Klaksvík          | 3–1      | 3–1      | 3–1   |
| 2008–09 | csoportkör              | Gintra Universitetas | 0–2      | 0–2      | 0–2   |
| 2008–09 | csoportkör              | Zvezda-2005          | 0–1      | 0–1      | 0–1   |

## Játékoskeret

### A 2013–2014-es szezonban
| #  |        | Poszt | Név              |
| -- | ------ | ----- | ---------------- |
| 1  | magyar | K     | Mátra Borbála    |
| 22 | magyar | K     | Rácz Csilla      |
| #  | magyar | K     | Geleji Magdolna  |
| 4  | magyar | V     | Szeitl Szilvia   |
| 6  | magyar | V     | Beke Adrienn     |
| 11 | magyar | V     | Lengyel Anita    |
| 14 | magyar | V     | Laky Andrea      |
| 15 | magyar | V     | Gleich Barbara   |
| 18 | magyar | V     | Szundi Dorotina  |
| 19 | magyar | V     | Balogh Henrietta |
| 5  | magyar | KP    | Horváth Hanna    |

| #  |        | Poszt | Név                  |
| -- | ------ | ----- | -------------------- |
| 7  | magyar | KP    | Zólyomi Rebeka       |
| 8  | magyar | KP    | Ködmön Kinga         |
| 10 | magyar | KP    | Sándor Zita          |
| 20 | magyar | KP    | Garamvölgyi Nikolett |
| 16 | magyar | KP    | Zvara Tímea          |
| 23 | magyar | KP    | Kanta Krisztina      |
| 9  | magyar | CS    | Csányi Diána         |
| 12 | magyar | CS    | Lukács Ágnes         |
| 13 | magyar | CS    | Hegyi Szilvia        |
| 17 | magyar | ?     | Bukor Fanni          |

Frissítve: 2013. augusztus 17-én

## Híres játékosok
| - Bökk Katalin - Dombai-Nagy Anett - Erdei Barbara - Főfai Tímea - Gáspár Cecília - Horváth Tünde |  | - Kanta Krisztina - Kiss Lászlóné - Kiss Mária - Kövesi Gabriella - Lévay Andrea - Mészáros Gizella |  | - Oroszki Ildikó - Pádár Anita - Papp Annamária - Paraoánu Aranka - Ruff Szilvia - Sebestyén Györgyi |  | - Szeitl Szilvia - Szekér Anita - Telek-Sümegi Éva - Till Gabriella - Tóth Judit - Vrábel Ibolya |